# Montry
Montry és un municipi francès, situat al departament de Sena i Marne i a la regió de Illa de França. L'any 2007 tenia 3.237 habitants.
Forma part del cantó de Serris, del districte de Meaux i de la Comunitat de comunes Pays Créçois.

## Demografia

### Població
El 2007 la població de fet de Montry era de 3.237 persones. Hi havia 1.188 famílies, de les quals 260 eren unipersonals (108 homes vivint sols i 152 dones vivint soles), 376 parelles sense fills, 472 parelles amb fills i 80 famílies monoparentals amb fills.
La població ha evolucionat segons el següent gràfic:
Habitants censats

### Habitatges
El 2007 hi havia 1.332 habitatges, 1.217 eren l'habitatge principal de la família, 46 eren segones residències i 69 estaven desocupats. 1.221 eren cases i 107 eren apartaments. Dels 1.217 habitatges principals, 1.054 estaven ocupats pels seus propietaris, 141 estaven llogats i ocupats pels llogaters i 22 estaven cedits a títol gratuït; 29 tenien una cambra, 78 en tenien dues, 225 en tenien tres, 340 en tenien quatre i 545 en tenien cinc o més. 1.045 habitatges disposaven pel capbaix d'una plaça de pàrquing. A 562 habitatges hi havia un automòbil i a 552 n'hi havia dos o més.

### Piràmide de població
La piràmide de població per edats i sexe el 2009 era:
| Homes | Edats   | Dones |
| ----- | ------- | ----- |
| 4     | 95 o +  | 4     |
| 4     | 90 a 94 | 16    |
| 16    | 85 a 89 | 28    |
| 24    | 80 a 84 | 28    |
| 48    | 75 a 79 | 40    |
| 56    | 70 a 74 | 36    |
| 64    | 65 a 69 | 64    |
| 80    | 60 a 64 | 64    |
| 88    | 55 a 59 | 88    |
| 148   | 50 a 54 | 180   |
| 100   | 45 a 49 | 116   |
| 100   | 40 a 44 | 100   |
| 120   | 35 a 39 | 116   |
| 80    | 30 a 34 | 100   |
| 128   | 25 a 29 | 100   |
| 88    | 20 a 24 | 104   |
| 116   | 15 a 19 | 132   |
| 104   | 10 a 14 | 92    |
| 76    | 5 a 9   | 76    |
| 52    | 0 a 4   | 64    |

## Economia
El 2007 la població en edat de treballar era de 2.168 persones, 1.630 eren actives i 538 eren inactives. De les 1.630 persones actives 1.498 estaven ocupades (778 homes i 720 dones) i 132 estaven aturades (67 homes i 65 dones). De les 538 persones inactives 220 estaven jubilades, 200 estaven estudiant i 118 estaven classificades com a «altres inactius».

### Ingressos
El 2009 a Montry hi havia 1.263 unitats fiscals que integraven 3.277 persones, la mediana anual d'ingressos fiscals per persona era de 24.278,5 €.

### Activitats econòmiques
Dels 144 establiments que hi havia el 2007, 1 era d'una empresa alimentària, 6 d'empreses de fabricació d'altres productes industrials, 36 d'empreses de construcció, 29 d'empreses de comerç i reparació d'automòbils, 11 d'empreses de transport, 9 d'empreses d'hostatgeria i restauració, 7 d'empreses d'informació i comunicació, 1 d'una empresa financera, 15 d'empreses immobiliàries, 14 d'empreses de serveis, 10 d'entitats de l'administració pública i 5 d'empreses classificades com a «altres activitats de serveis».
Dels 45 establiments de servei als particulars que hi havia el 2009, 1 era una oficina de correu, 4 tallers de reparació d'automòbils i de material agrícola, 5 paletes, 5 guixaires pintors, 8 fusteries, 2 lampisteries, 6 electricistes, 3 empreses de construcció, 1 perruqueria, 4 restaurants i 6 agències immobiliàries.
Dels 5 establiments comercials que hi havia el 2009, 1 era una botiga de més de 120 m², 1 una botiga de menys de 120 m², 1 una fleca, 1 una peixateria i 1 una joieria.

## Equipaments sanitaris i escolars
L'únic equipament sanitari que hi havia el 2009 era una farmàcia.
El 2009 hi havia 2 escoles maternals i 3 escoles elementals.

## Poblacions més properes
El següent diagrama mostra les poblacions més properes.